# 505 (vela)

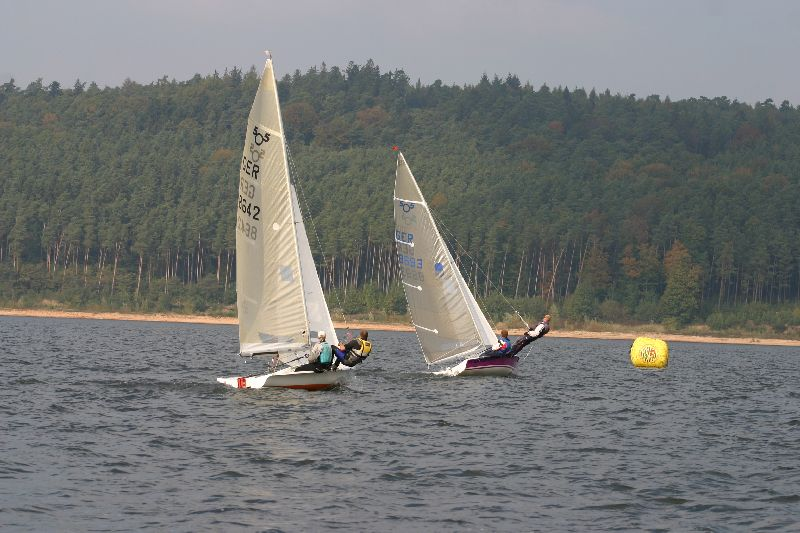
Dois 5,05

O 505 é um  veleiro  de série internacional para dois tripulantes (o leme e o proa) criado em 1952 depois da Federação Internacional de Vela ter lança um concurso para escolher um veleiro ligeiro para dois velejadores. Estavam presentes na prova de qualificação ele e o Flying Dutchman que domina a regata, mas tanto os franceses como os ingleses o acham demasiado potente para uma equipa de dois.
Finalmente, em 1954, é aceite o 505 - do facto de ter 5,50 m de comprimento - que tem como características principais uma Casco que tem tendência a o Planar facilmente, uma boa superfície vélica, um spi respeitável mas é de fácil manobra .

## Características
- Equipagem: 2 (homologado na Suiça para 3)
- Tipo de vela: bermudiana
- Ano: 1954
- Comprimento: 5,05 m
- Boca (náutica): 	1,88 m
- Superfície vélica: Vela grande; 12,3 m², Estai; 4,94 m², Spinnaker 27 m²
- Deslocamento: 127,4 kg sem velas
- Arquitecto - John Westell